# Полигона (квартал)
 Тази статия е за квартала на София.  За геометричната фигура вижте многоъгълник.  
„Полигона“ е квартал на София.
Разположен е в непосредствена близост до една от главните артерии на София, бул. „Цариградско шосе“, при спирка „Окръжна болница“. На югозапад граничи с кв. „Младост“ 1 отвъд „Цариградско шосе“ и на североизток с кв. „Дружба“ 1 през бул. „Проф. Цветан Лазаров“. Застроен е след 70-те години с панелни (от серия Бс-69-Сф) и ЕПК блокове. В квартала се намират Полиграфически комплекс „Родина“, „София Прес“ и печатницата „Образование и наука“.

## Улици и произход на имената им
| Път                     | Наречен на                                       | Местоположение |
| ----------------------- | ------------------------------------------------ | -------------- |
| „Ген. Йордан Венедиков“ | Йордан Венедиков (1871 – 1957), генерал          | Карта          |
| „Иван Абаджиев“         | Иван Абаджиев (1932 – 2017), щангист             | Карта          |
| „Петър Протич“          | Петър Протич (1822 – 1881), общественик          | Карта          |
| „Посланик Джеймс Пардю“ | Джеймс Пардю (1944 – 2021), американски дипломат | Карта          |
| „Проф. Петър Мутафчиев“ | Петър Мутафчиев (1883 – 1943), историк           | Карта          |
| „Спас Капелков“         | Спас Капелков (1901 – 2002), писател             | Карта          |
| „Цариградско шосе“      | Истанбул, град в Турция                          | Карта          |